# 325
325 (CCCXXV) fue un año común comenzado en viernes del calendario juliano, en vigor en aquella fecha.
En el Imperio romano, el año fue nombrado como el del consulado de Próculo y Paulino, o menos comúnmente, como el 1078 Ab Urbe condita, adquiriendo su denominación como 325 a principios de la Edad Media, al establecerse el anno Domini.

## Acontecimientos
- 20 de mayo: Concilio de Nicea I (actualmente Iznik, en Turquía), el primer concilio ecuménico de la Iglesia, donde se establece la herejía de Arrio y se formula el primer dogma de fe el Credo niceno (que define al Hijo y al Padre como consustanciales) y establece como fecha para la fiesta de la Resurrección el primer domingo posterior al primer plenilunio de primavera.[1]
- Los combates de gladiador son prohibidos por Constantino I.
- En Belén se construye la Iglesia de la Natividad.
- Constantino I protege la frontera del Danubio, derrotando a los godos, vándalos, y sármatas.
- En la región de Campania (actual Italia) se registra un terremoto. Doce pueblos alrededor de Nápoles son destruidos. (Véase Terremotos de la Antigüedad).[2]
- En China, Jin Cheng Di sucede a Jin Ming Di como emperador.
- Eusebio de Cesárea publica en Palestina Crónica, base de la cronología hasta 323.[1]

## Nacimientos
- Marcela de Roma, aristócrata romana, canonizada por la Iglesia católica (f. 410).
- Procopio, usurpador del Imperio romano (fecha aproximada).
- Amiano Marcelino, historiador romano (fecha aproximada).

## Fallecimientos
- Jin Ming Di, emperador de China.
- Licinio, emperador romano.
- Metrofanes, el obispo de Bizancio.